# 270558 Nemiroff
270558 Nemiroff este o planetă minoră (asteroid) din centura de asteroizi. A fost descoperită pe 9 aprilie 2002 la Observatorul Palomar de Near Earth Asteroid Tracking. 
Obiectul prezintă o orbită caracterizată de o semiaxă mare de 2,7870958207946 UAi, o excentricitate de 0,11530101160294, o înclinație de 11,990145701222 ° în raport cu ecliptica.